# Reading Rockets
Reading Rockets es el Club de Baloncesto Inglés de la localidad de Reading en el condado de Berkshire y que milita en la NBL1. El entrenador español Manuel Peña Garcés fue durante 5 temporadas 2013 a 2018 primer entrenador y encargado de la dirección técnica, con otro entrenador español Pedro García Rosado como ayudante y dirección en la academia de alto rendimiento. Durante esos años se establecieron numerosos contactos con instituciones españolas y manteniendo un vínculo directo con UCAM Murcia. También el club está bien conectado con Universidades de Estados Unidos y Canadá, donde algunos de los jugadores de su academia han continuado su formación.
Numerosos entrenadores de renombre han visitado el club en las últimas temporadas, habiendo realizado clinics o diferentes actividades con la cantera y/o primeros equipos.
Reading Rockets realiza viajes Erasmus en España para seguir esa conexión y formación, trasvasando conocimientos entre ambas escuelas académicas y deportivas; conservando ese legado de tantos entrenadores y jugadores que ya han estado en este club inglés.